# Islas Zhongsha

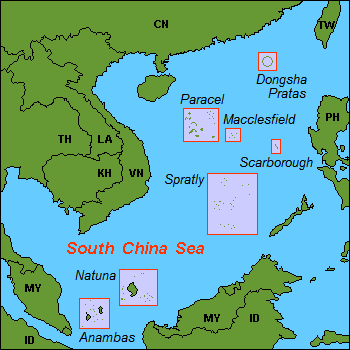
Mapa del Mar de China Meridional, trabajo compuesto a partir de varias referencias de mapas

Las Islas Zhongsha (en chino:中沙群岛, pinyin:Zhōng shā qúndǎo, literalmente: arenas del centro) son una colección de bancos totalmente sumergidos, montes submarinos y bancos en el Mar de China Meridional. Las dos características principales de la zona son el Banco Macclesfield (chino: Zhongsha ) y el banco de arena Scarborough. El conjunto de la región es reclamado por la República Popular China y la República de China (Taiwán), y varios trozos de la parte occidental son reclamados por Filipinas. Ningún país tiene el control de la región , y hay constantes disputas - por ejemplo, ver Scarborough Shoal enfrentamiento .
Esta región es reclamada por la República Popular China, la República de China y las Filipinas.

## Geografía
El atolón se compone de:
| Inglés Nombre         | Pinyin Transliteración | Chino Nombre         | Coordenadas                        |
| --------------------- | ---------------------- | -------------------- | ---------------------------------- |
| Siamese Shoal         | Simen Ansha            | 西門暗沙             | 15°58′N 114°03′E / 15.967, 114.050 |
| Bankok Shoal          | Bengu Ansha            | 本固暗沙             | 16°00′N 114°06′E / 16.000, 114.100 |
| Magpie Shoal          | Meibin Ansha           | 美濱暗沙             | 16°03′N 114°13′E / 16.050, 114.217 |
| Carpenter Shoal       | Luban Ansha            | 魯班暗沙             | 16°04′N 114°18′E / 16.067, 114.300 |
| Oliver Shoal          | Lifu Ansha             | 立夫暗沙             | 15°57′N 115°24′E / 15.950, 115.400 |
| Pigmy (Pygmy) Shoal   | Biwei Ansha            | 比微暗沙             | 16°13′N 114°44′E / 16.217, 114.733 |
| Engeria (Egeria) Bank | Yinji Ansha            | 隱磯灘               | 16°03′N 114°56′E / 16.050, 114.933 |
| Howard Shoal          | Wuyong Ansha           | 武勇暗沙             | 15°52′N 114°47′E / 15.867, 114.783 |
| Learmonth Shoal       | Jimeng Ansha           | 濟猛暗沙             | 15°42′N 114°41′E / 15.700, 114.683 |
| Plover Shoal          | Haijiu Ansha           | 海鳩暗沙             | 15°36′N 114°28′E / 15.600, 114.467 |
| Addington Patch       | Anding Lianjiao        | 安定連礁             | 15°37′N 114°24′E / 15.617, 114.400 |
| Smith Shoal           | Meisi Ansha            | 美溪暗沙             | 15°27′N 114°12′E / 15.450, 114.200 |
| Bassett Shoal         | Bude Ansha             | 布德暗沙             | 15°27′N 114°10′E / 15.450, 114.167 |
| Balfour Shoal         | Pofu Ansha             | 波洑暗沙 or 伏洑暗沙 | 15°27′N 114°00′E / 15.450, 114.000 |
| Parry Shoal           | Paipo Ansha            | 排波暗沙             | 15°29′N 113°51′E / 15.483, 113.850 |
| Cawston Shoal         | Guodian Ansha          | 果淀暗沙             | 15°32′N 113°46′E / 15.533, 113.767 |
| Penguin Bank          | Paihong Ansha          | 排洪灘               | 15°38′N 113°43′E / 15.633, 113.717 |
| Tanered Shoal         | Taojing Ansha          | 濤靜暗沙             | 15°41′N 113°54′E / 15.683, 113.900 |
| Combe Shoal           | Kongpai Ansha          | 控湃暗沙             | 15°48′N 113°54′E / 15.800, 113.900 |
| Cathy (Cathay) Shoal  | Huaxia Ansha           | 華夏暗沙             | 15°54′N 113°58′E / 15.900, 113.967 |
| Hardy Patches         | Shitanglian Lianjiao   | 石塘連礁             | 16°02′N 114°46′E / 16.033, 114.767 |
| Hand Shoal            | Zhizhang Ansha         | 指掌暗沙             | 16°00′N 114°39′E / 16.000, 114.650 |
| Margesson Shoal       | Nanfei Ansha           | 南扉暗沙             | 15°55′N 114°38′E / 15.917, 114.633 |
| Walker Shoal          | Manbu Ansha            | 漫步暗沙             | 15°55′N 114°29′E / 15.917, 114.483 |
| Phillip's Shoal       | Lexi Ansha             | 樂西暗沙             | 15°52′N 114°25′E / 15.867, 114.417 |
| Payne Shoal           | Pingnan Ansha          | 屏南暗沙             | 15°52′N 114°34′E / 15.867, 114.567 |